# Sparte (ville moderne)
Pour les articles homonymes, voir Sparte (homonymie).
Cet article concerne la ville moderne. Pour la ville antique, voir Sparte.
Sparte (en grec moderne Σπάρτη / Spárti) est une petite ville du Péloponnèse, chef-lieu du district régional de Laconie, du dème de Sparte et du district municipal des Spartiates.
La ville est située dans la vallée du fleuve Eurotas, entre les montagnes du Taygète à l'ouest et du Parnon à l'est.
La ville moderne fut fondée en 1834, juste au sud des restes de l'antique Sparte, par Othon Ier de Grèce, et remplaça dès lors Mistra comme centre régional. La cité a été construite par des planificateurs de Bavière. Aujourd'hui, beaucoup de son design et de ses rues originelles sont bien préservés et la cité est le centre culturel, économique et politique de la Laconie. Sa population était de 16 239 habitants en 2011. Il reste peu de vestiges de la prestigieuse cité antique.
Le district municipal des Spartiates (ancien dème des Spartiates avant 2010) comprend la communauté municipale des Spartiates (comprenant elle-même Sparte et 5 autres localités) ainsi que les communautés locales d'Amyclées (1009 hab), Aphisi (583 hab), Kalyvia Sochas (388 hab) et Kladas (376 hab). Les activités sont surtout tournées vers l'agriculture, le commerce et le tourisme.

## Sites touristiques
Les vestiges antiques et la tombe de Léonidas se trouvent au nord et au nord-ouest de la ville. Il y a un musée archéologique et un musée de l'olive présentant la culture de l'olivier et les technologies de production. La grande place au centre de la ville est dominée par la mairie de style néo-classique. Près de Sparte, au pied du Taygète, se trouve l'ancienne cité médiévale de Mistra.

## Climat
Ayant un climat méditerranéen, la cité connaît régulièrement des étés très chauds et ensoleillés : sa position éloignée du littoral, mais dans la plaine de l'Eurotas (les villages de la Sparte antique étaient bien mieux ventés sur les buttes alentour) place Sparte dans l'un des sites les plus chauds de Grèce ; cependant, en raison de son urbanisme très peu vert, Athènes connaît des pics de canicule bien supérieurs à Sparte.

## Politique

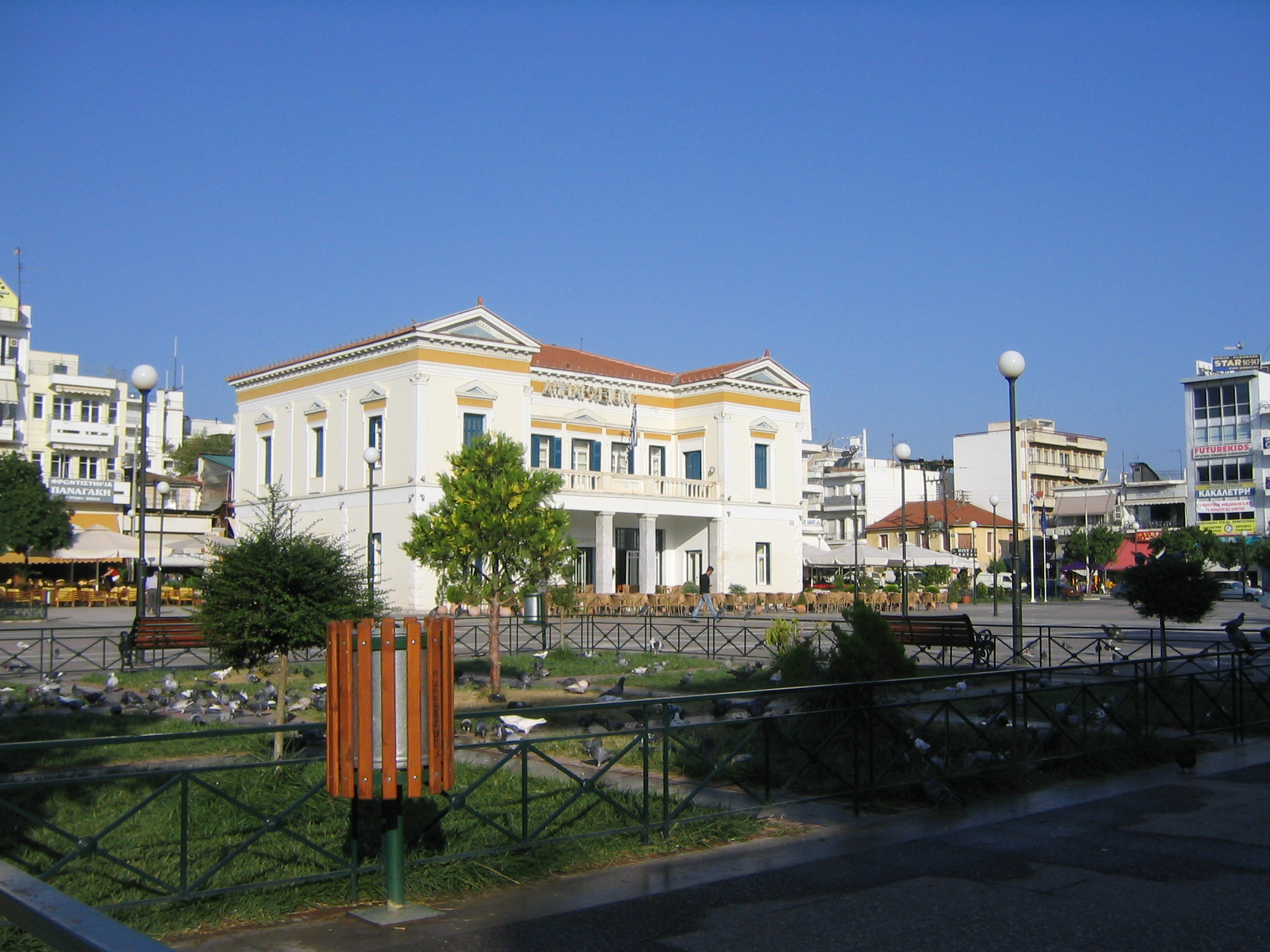
Hôtel de ville de Sparte.

Sparte est une ville conservatrice qui n'a jamais eu de municipalité de gauche. Depuis 2020, le maire est Petros Doukas.